# ТЕС Сітра
ТЕС Сітра — колишня теплова електростанція у Бахрейні. 
У 1975 та 1977 роках на майданчику ввели в дію чотири парові турбіни потужністю по 25 МВт. 
У 1984-му станцію підсилили встановленою на роботу у відкритому циклі газовою турбіною з таким саме показником у 25 МВт.
З електростанцією був інтегрований завод з опріснення води, який став першим в історії Бахрейну. Він використовував технологію багатостадійного випаровування (Multi Stage Flash) та первісно мав потужність 23 тис. м3 на добу. У підсумку ж були встановлені шість виробничих ліній, а загальна потужність майданчику досягнула 95 тис. м3 на добу. Для роботи опріснювального обладнання використовувалась частина пари, яку виробляли встановлені на майданчику шість парових котлів.
У 2021-му застарілу електростанцію закрили й у 2023-му оголосили тендер на демонтаж її обладнання.
Як паливо станція використовувала природний газ (можливо відзначити, що саме у 1970-х в Бахрейні почався розвиток газозбірної системи формації Хуфф родовища Бахрейн, а також ввели у дію газопереробний завод Banagas).